# Mai Fukuda
Pour les articles homonymes, voir Fukuda.
Mai Fukuda (福田 舞, Fukuda Mai) est une ancienne joueuse de volley-ball japonaise née le 30 janvier 1984 à Kanuma. Elle mesure 1,76 m et jouait au poste de réceptionneuse-attaquante. Elle  a totalisé 4 sélections en équipe du Japon.

## Clubs
| Club             | De        | À         |
| ---------------- | --------- | --------- |
| Denso Airybees   | 2006-2007 | 2008-2009 |
| Okayama Seagulls | 2009-2010 | 2013-2014 |

## Palmarès
- V Première Ligue
  - Finaliste : 2008, 2014.
- Tournoi de Kurowashiki
  - Vainqueur : 2008.
- Coupe de l'impératrice
  - Finaliste : 2009, 2013.